# Mined-Out
《Mined-Out》是由伊恩·安德鲁（Ian Andrew）开发的迷宫游戏，最初于1983年为ZX Spectrum家用计算机制作。游戏的目标是小心地穿越一系列网格状的雷区，从屏幕的底部移动到顶部。玩家当前位置周围的地雷数目会显示出来，但具体位置不会展示。玩家需要通过推理避开地雷并顺利前进。随着游戏进程的推进，后续关卡会引入更多元素。
安德鲁是Sinclair ZX81和ZX Spectrum的早期用户。他在业余时间学习BASIC编程，后利用Spectrum的颜色限制设计了《Mined-Out》，这是他首款商业产品。Quicksilva公司在广告中征集新游戏时，安德鲁将游戏副本寄给了他们。游戏很快被移植到其他计算机平台，包括Dragon 32、BBC Micro、Acorn Electron、Camputers Lynx、Oric。
《Mined-Out》获商业成功，安德鲁得以成立自己的游戏工作室——Incentive Software。该作受英国计算机杂志好评。其简单而新颖的逻辑设计受普遍称赞，但呈现效果则褒贬不一。《Mined-Out》虽不是首款扫雷类型游戏，但发行时间比流行的《微软扫雷》更早，并且可能对其产生了影响。

## 玩法

玩家位于第四关的出口附近，被名为「The Bug」的移动雷追踪。灰白色方块表示玩家已走过的路径。屏幕上散布着由「地雷扩散器」揭示的可见雷，左上角的探测器会显示玩家周围的地雷数量。右上角为当前关卡及得分

《Mined-Out》是迷宫类电子游戏。玩家需完成九道关卡，以救出被困在最终关卡中的电影明星「Bill the Worm」。每个关卡都是网格状雷区的迷宫，玩家必须操控人物向上、下、左、右四个方向移动，从屏幕的底部穿越到顶部。探测器会显示玩家当前位置附近（上下左右，不含斜对角）的地雷数量。玩家踩到地雷后会立即死亡，需通过推理确定正确路径。游戏无时间限制，但设有「速度评分」，会根据玩家完成关卡的速度给予奖励分数。玩家死亡或完成关卡后，会看到游戏过程的即时回放。
后续关卡增加了更多元素。从第二关开始，玩家可解救雌性蠕虫「Damsels」获得额外分数；第三关引入了「地雷扩散器」（Mine Spreader），它会在地图的某一水平区域重新安置并显示部分地雷；第四关后，名为「The Bug」的移动雷会追踪玩家，迫使玩家加速向目标前进；从第六关起，玩家走过的路径标示会消失。玩家可以重玩已完成的迷宫。

## 开发与发行
《Mined-Out》由伊恩·安德鲁（Ian Andrew）开发并编程。安德鲁在英国的雷丁经营邮票和明信片生意。看到《每日邮报》上的Sinclair ZX81广告后，他决定购买机器，属早期用户，还用它自学了BASIC。他后于1982年添置了ZX Spectrum，制作游戏以自娱自乐。《Mined-Out》是他首款商业产品。
安德鲁制作《Mined-Out》时，花费约三个月编程，六个月完成全部工作。他表示，游戏的概念源自Spectrum机器的颜色限制，每个由8x8像素组成的「字符方块」只能显示两种颜色，这与网格类型游戏很相配。他认为，单纯在方块中移动不能算作游戏，因此他将一些方块设为隐形，提供线索让玩家避开这些方块，这就是作品中地雷检测玩法的起源。游戏最初设计为单一关卡，玩得越久，节奏越快。他的母亲试玩一段时间后，很快掌握了这种玩法。因此他将游戏拆分为多个关卡，逐步提高难度，刻意与多数同类游戏区分开来。由于游戏面向大众，他在后续关卡中加入更多特性，以「尽可能长时间地让玩家保持兴趣」。
完成《Mined-Out》后，安德鲁将其发给正征集新游戏发行的Quicksilva公司。该作于1983年初首次在Spectrum平台发布。多数商业游戏都是由机器语言编写，而该游戏由BASIC编写，显得与众不同。随后，游戏被移植到其他家用计算机平台，包括Dragon 32、BBC Micro、Acorn Electron、Camputers Lynx、Oric。伊恩·安德鲁的兄弟克里斯·安德鲁（Chris Andrew）负责Dragon 32和Oric版本的编程，伊恩·罗林斯（Ian Rowlings）则编写了BBC Micro和Acorn Electron版本。《Mined-Out》大获成功后，安德鲁出售了明信片生意，转而开始发行电子游戏，于1983年底成立了新公司Incentive Software。

## 反响
《Mined-Out》得到英国计算机杂志的好评。评论家们普遍认为，游戏中地雷检测玩法为迷宫类游戏增添了简单却新颖的元素。《Personal Computer News》的、在《ZX Computing》撰稿的，以及《Games Computing》和《Home Computing Weekly》的评论者，都一致认为这一特点在不同平台上都具有很强的吸引力。在评价ZX Spectrum版本时，《Personal Computer News》的总结道：「有没有比这更棒的赞美方式：你本来决定只玩一局，结果半小时后你还在继续玩？」《Acorn User》的称，BBC Micro版本「相比通常的『击落敌机』类游戏，让人有耳目一新的感觉」。《撞击》在其1984年发布的Spectrum游戏目录中推荐了这款游戏，认为它「一点都不显老」，并且「如果你还没有试过，它仍然值得购买」。《Your Sinclair》的将游戏列为1991年有史以来最佳Spectrum游戏的第97款，称其核心逻辑玩法是「有史以来最伟大的脑力游戏之一」。《Popular Computing Weekly》的维克·菲尔德则批评游戏缺乏重玩价值。
游戏的呈现效果则褒贬不一。《电脑与电子游戏》在1984年初将Dragon 32版本列入了他们的名人堂游戏名单，评论其「显示流畅」，并赞扬音乐和音效能很好地配合玩家的操作。《Personal Computer News》的称赞游戏的图形表现十分到位，而音效「正如你在Spectrum上所能期待的水平——如果这还不足以赞美，那真是一种讽刺」。对于Oric版本，《Games Computing》总结称，「图形令人满意，音效简约，但均未充分发挥Oric的潜力」。《Home Computing Weekly》的一位评论员指出，Spectrum版本「图形简单、多彩，完全足够」。同一刊物的另一位评论员评价Dragon 32版本「在颜色和音效的使用上富有戏剧性」，能够保持玩家的兴趣，但对其低分辨率图形以及「游戏包装和视觉效果间的巨大差距」感到失望。《Acorn User》的对每次游戏前强制加载演示和说明感到不满。

## 影响
《Mined-Out》是早期扫雷类游戏，发行时间比Windows自带游戏《微软扫雷》（1990年）要早几年。两者有许多相似之处，例如网格布局和显示相邻地雷数量的功能。Eurogamer的作者丹·格里利奧普洛斯称《Mined-Out》是《微软扫雷》的灵感来源。他还于2014年收到伊恩·安德鲁的消息，其亦认为微软抄袭了他的游戏。2014年，安德鲁在受《怀旧玩家》的采访时幽默地表示，如果微软能给他署个名，他会很高兴。格里利奧普洛斯还透露，微软的程序员柯特·约翰逊（Curt Johnson）告诉他，《微软扫雷》并非基于《Mined-Out》，而是某一未具名的Macintosh版仿品。
《PCGamesN》的、Cracked.com的亚当·韦尔斯与均指出，1973年杰里马克·拉特利夫（Jerimac Ratliff）于《Creative Computing》上投稿的《Cube》才是这一类型游戏的鼻祖。还提到，1982年《Sinclair User》杂志中的《Minefield》也是更早的例子，但他认为《Mined-Out》在显示邻近地雷情况的设计上有所优化。韦尔斯和写道，《微软扫雷》功能较少，但由于捆绑在Windows操作系统中，因此知名度较高。还与Authoritative Minesweeper网站的创始人达明·穆尔（Damien Moore）讨论过，后者认为《Relentless Logic》直接影响到了《微软扫雷》，但也称《Mined-Out》对其有所影响。

## 备注
1. ↑  ZX Spectrum版
2. ↑  Oric（英语：Oric (computer)）与Dragon 32版
3. ↑  BBC Micro与Acorn Electron版